# 横山金太郎

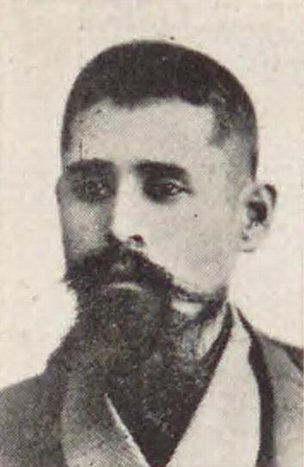
横山金太郎

横山 金太郎（よこやま きんたろう、1868年12月14日〈明治元年11月1日〉 - 1945年〈昭和20年〉9月25日）は、日本の弁護士、政治家。衆議院議員（広島県第三区選出、当選9回）。文部政務次官。第16代広島市長。族籍は広島県平民。

## 経歴
広島県比婆郡東城村（後の東城町、現在の庄原市）で、行商人の家庭に生まれる。横山要平の長男。3歳の時に父・要平が死去する。家督を相続する。
役場の書記をつとめる。1886年（明治19年）、代言人・渡邊又三郎を頼って家出、渡邊は「見処がある」と直覚して世話することにしたという。
横山は玄関番・書生となり広島法律学校に入り、1890年（明治23年）3月に同校を卒業、同年4月に東京法学院（現在の中央大学）3年級に編入。1891年（明治24年）7月、同学院を卒業。同年11月に代言人試験合格。
渡邊代言人事務所に入る。代言人を開業。1893年（明治26年）、弁護士登録。
1895年（明治28年）10月、松山地方裁判所宇和島支部西条区裁判所判事に任官。1897年（明治30年）11月、台湾台北地方法院判官に転ず。1899年（明治32年）10月、官を辞す。再び弁護士となり、広島弁護士会長、同常議員会長に選ばれた。
広島市会議員、同議長、広島県会議員、同副議長をつとめた。1908年（明治41年）の第10回衆議院議員総選挙に当選。憲政会、立憲民政党に所属。1931年（昭和6年）4月、第2次若槻内閣で文部政務次官に就任した。
1935年（昭和10年）2月26日から1939年（昭和14年）2月25日まで広島市長を務めた。

## 人物
1894年（明治27年）、独立して小町に看板を掲げたが、事件の依頼人はほとんど無く、業績は上がらなかった。その頃弁護士から司法官となった山口県人の吉原謙亮から「何事も経験であるから」と司法官の勧誘を受けたので任官した。更に台湾判官の勧誘も受け、台北法院に赴任した。台湾では被告人達は大男で横山は小男であったので、睨みを利かす方法として関羽髭を生やした。この髭は衆議院でも名物の一つとなった。
趣味は読書。住所は広島県広島市上流川町、堀川町、三川町。

## 栄典
- 1924年 - 国政参与の功に依り勲三等[6]
- 1931年 - 正五位[6]
- 1934年 - 満洲事変の功に依り勲三等旭日中綬章[6]

## 家族・親族
横山家
- 父・要平[2]
- 母・キク（1844年 - ?、広島、横山多平の長女）[13][14]
- 妹・孝（1876年 - ?、広島士族・長屋謙二の弟勝吉の妻）[13][14]
- 妻・トヨ（1868年 - ?、広島士族・渡邊又三郎の長女）[12][14][16] - 恩師渡邊又三郎の長女で、広島師範出身の才色兼備の人であり、夫の金太郎の選挙運動の度毎に参謀長兼会計監督として腕を振るう[15]。
- 養子・寧道（1886年 - ?、広島士族・渡邊又三郎の四男）[14][18] - 1910年（明治43年）11月、京都帝国大学医科大学を卒業[19]。独逸に留学し、帰朝後は広島県病院の耳鼻咽喉科長を務め、三川町に耳鼻科咽喉専門医院を開業[15]。
  - 同妻[17]
  - 同長女[17]
  - 同長男[17]
  - 同二男[17]
  - 同三男・滋[17] - 耳鼻科医院を継ぎ、滋の長男・隆通が同じ場所で歯科医院を営む[15]。
  - 同四男[17]
  - 同五男[17]
- 孫[12]

親戚
- 妻の父・渡邊又三郎（弁護士、広島市長）
- 従弟・横山勝太郎（弁護士、衆議院議員）[15]